# Légen
Légen település Romániában, Kolozs megyében, Kolozsvártól északkeletre.

## Története
Légen Árpád-kori település. Nevét 1228-ban Gyeke határosainak felsorolásakor említette oklevél, ekkor birtokosa Bulcsu volt. 1296-ban Legen, Legun, 1306-ban p. Legyen, 1307-ben p. Legen, 1320-ban Legyn néven említették.
1296-ban a Palatkai Jankafi nemeseké volt. Joanka fiai: Gergely és János ekkor eladták a birtok felét Gyógyi Miklósnak, de az eladás ellen Joanka fiai tiltakoztak.
1332-ben Gergely fia Janka védelmezi a birtokot a Tamás vajda támogatásával birtokot foglalni akaró Zabariakkal, Kőhalom várnagyával szemben, akik 1334-ben mégis adománylevelet szereztek rá a királytól, és határát is megjáratták.
1332-ben már egyházas hely volt. Neve szerepelt a pápai tizedjegyzékben is, mely szerint ez évben papja 40 új dénár pápai tizedet fizetett.
1334 októberében Legen birtokot és a hozzá tartozó Pethelaka falut visszaadták Gergely fia Iwanka palatkai nemesnek.
1480 év elején Ősi Jankafi Ferenc birtoka volt és még 1529-ben is a Jankafiaké.
A 20. század elején Kolozs vármegye Mocsi járásához tartozott.
1910-ben 454 lakosából 89 magyar, 352 román volt. Ebből 314 görögkatolikus, 73 református, 41 görögkeleti ortodox volt.
2002-ben 184 lakosából 167 román, 17 magyar volt.

## Látnivalók
- Református templom

## Híres szülöttei
- Itt született 1884. október 18-án Brüll Emánuel, a Kolozsvári Református Kollégium magyar-német szakos tanára, nyelvművelő, könyvtáros.